# Тха веак тыбэй

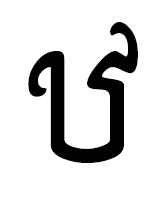

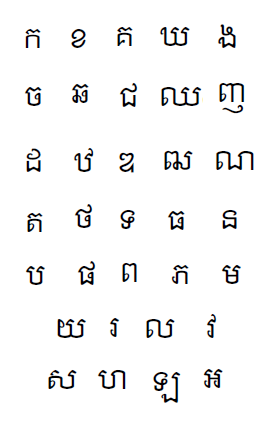

Тха, ឋ , тха веак тыбэй (кхмер. веак тыбэй — третья варга, мурдханья таварга) — 12-я буква кхмерского алфавита. В пали обозначает придыхательный ретрофлексный переднеязычный глухой взрывной согласный [ṭh].

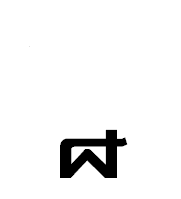
Тьенг тха (подписная)
Тха (аксар муль)
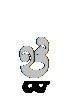
Тьенг тха (аксар муль)